# Ngunang
Ngunang is een bestuurslaag in het regentschap Musi Banyuasin van de provincie Zuid-Sumatra, Indonesië. Ngunang telt 3020 inwoners (volkstelling 2010).